# Cristian Vogel
Cristian Vogel   (Santiago de Xile, 1972) és un discjòquei i productor de música electrònica experimental xilè. Ha fet remescles per a Radiohead, Maxïmo Park, Chicks on Speed i Fujiya & Miyagi. D'ençà del 2021 resideix a Copenhaguen.

## Trajectòria
Vogel va néixer a Xile i es va traslladar a Anglaterra a principis dels anys 1980 amb la seva família fugint de la dictadura militar d'Augusto Pinochet. Va començar a treballar amb composicions electròniques amb el Cabbage Head Collective. Va estudiar a la Universitat de Sussex i allà es va graduar en música contemporània, impregnant les seves composicions techno amb influències de música concreta i altres estils avantguardistes.
A principis de la dècada del 1990, Vogel va començar a treballar amb Dave Clarke, i va publicar diversos EP amb el segell Magnetic North Records de Clarke, el primer dels quals va ser Infra. Després d'algunes col·laboracions amb Russ Gabriel, Vogel va publicar l'LP Beginning to Understand, el 1994 amb Mille Plateaux i, posteriorment, va començar a publicar música regularment amb Tresor Records. També va iniciar dos segells propis, Mosquito i Quinine, en els quals publica tant la seva pròpia música com la d'altres artistes.
Al costat de Jamie Lidell va formar el grup Super Collider el 1998, que va publicar dos àlbums. A principis dels anys 2000 Vogel es va traslladar a Barcelona, on va muntar l'estudi Erutufon 5. Va cantar i tocar la guitarra amb el grup Night of the Brain, amb seu a Barcelona.

## Discografia

### Àlbums
- 1994 – Beginning to Understand (Mille Plateaux)
- 1995 – Absolute Time (Tresor)
- 1996 – Specific Momentific (Mille Plateaux)
- 1996 – Body Mapping (Tresor Records)
- 1997 – All Music has come to an End (Tresor)
- 1999 – Busca Invisibles (Tresor)
- 2000 – Rescate 137 (novamute)
- 2000 – Sing Sweet Software (com a Trurl and Klapaucious) (Supremat)
- 2002 – Dungeon Master (Tresor)
- 2005 – Station 55 (Novamute)
- 2007 – Double Deux/Delicado (Station 55)
- 2007 – The Never Engine (Tresor)[6]
- 2010 – Black Swan (Choreographic score, 2009)
- 2012 – The Inertials (Shitkatapult)
- 2014 – Polyphonic Beings (Shitkatapult)
- 2016 – The Assistenz (Shitkatapult)
- 2016 - Classics Remastered 1993-1998 (Sub Rosa)[7]
- 2021 – The Rebirth of Wonky (Endless Process)
- 2022 – 1Zhuayo (Mille Plateaux)
- 2023 – Fase Montuno (Mille Plateaux)

### EP
- 1994 – Infra EP (Magnetic North)
- 1994 – Lambda EP (Magnetic North)
- 1994 – Intersync EP (Force Inc)
- 1994 – Narco Synthesis EP (Ferox)
- 1995 – Conscious Arrays EP (Force Inc)
- 1997 – Two Fat Downloads 88 EP (Primevil)
- 1999 – Boom Busine EP (Mosquito)
- 2009 – Crust Cloud Chunks EP (Snork Enterprises)
- 2009 – Endless Process EP (Artifexbcn)
- 2010 – Time To Feed The Alien EP (Snork Enterprises)
- 2012 – Enter the Tub (Shitkatapult)
- 2015 – 1994 EP (Edition Cristian Vogel)
- 2020 – Mind Control EP (Wormhole)